# اسپارتاکوس: خون و شن
اسپارتاکوس: خاک و خون نام مجموعهٔ تلویزیونی است از شبکه استارز که از تاریخ ۲۲ ژانویهٔ ۲۰۱۰ (میلادی) به نمایش گذاشته شد. مجموعه تلویزیونی اسپارتاکوس توجه به شخصیت تاریخی اسپارتاکوس (بازیگر: اندی وایت فیلد)، یک گلادیاتور تراکیانی که در سال‌های ۷۱ تا ۷۳ قبل از میلاد مسیح، رهبری شورش بزرگ بردگان در برابر امپراطوری روم است.
این مجموعه تلویزیونی به خاطر گرافیک خشونت‌آمیز، صحنه‌های جنسی، و صحبت‌های رکیک، برای افراد بالای ۱۸ سال رده‌بندی شده‌است. خون و شن اولین سری مجموعه سریال اسپارتاکوس است. همچنین این داستان واقعی و حقیقی است که در زمان‌های قدیم در دوران امپراطوری رم رخ داده‌است.

## داستان
در ابتدای این سریال ارتش جمهوری روم به مناطق یونانی‌نشین حمله برده‌است و طی آن از برخی قبایل تراکیه‌ای (تراسی) نیرو جمع می‌کند که اسپارتاکوس یکی از آنان است، آنان می‌جنگند اما در حادثه‌ای و به سبب زیاده‌خواهی رومیان، اسپارتاکوس یک فرماندهٔ ارشد رومی را می‌کشد و از اینجاست که او به بردگی به روم برده می‌شود، در روم شخص ثروتمندی به نام باتیاتوس که برده‌های زیادی دارد او را به بردگی جهت تبدیل کردنش به یک گلادیاتور می‌خرد، او طی تمرین‌های بسیار به گلادیاتوری کم‌نظیر تبدیل می‌شود و در طی مسابقه‌ای با تئوکلدیوس که یک جنگاور بی‌نظیر بوده‌است همراه با کریکسوس به پیروزی بزرگی دست می‌یابد؛ البته کریکسوس در این مسابقه به شدت زخمی می‌شود و همین عامل اسپارتاکوس را به تنها گلادیاتور محبوب مردم روم تبدیل می‌کند، او پس از دیدن اینکه بر سر مسابقه‌ای بیهوده دوستانش باید کشته شوند تصمیم به نافرمانی از اربابش باتیاتوس و رسیدن به آزادی می‌آید و دیگر گلادیاتورها را با خود همراه می‌کند و با شورش از منزل باتیاتوس فرار می‌کند.